# (7155) 1979 YN
A (7155) 1979 YN a Naprendszer kisbolygóövében található aszteroida. Henri Debehogne és Netto, E. R. fedezte fel 1979. december 23-án.